# 大信寺 (高崎市)
大信寺（だいしんじ）は、群馬県高崎市にある浄土宗の寺院。

## 歴史
戦国時代後期、内藤昌月の開基である。昌月は武田信玄の家臣で、西上野侵攻後に武田領となった箕輪城の城代であった。その城下に寺を創建したのが当寺の起源である。
その後、箕輪城の城主だった井伊直政が居城を高崎城に移転した際に、当寺も高崎に移転した。
当寺は江戸幕府第3代将軍徳川家光の弟徳川忠長の墓があることで知られている。忠長は不行跡のかどで改易・逼塞が命じられ、高崎藩の藩主安藤重長に預けられた。そして1633年（寛永10年）、幕命により切腹した。享年28。
切腹後、忠長の遺体は当寺に葬られたが、罪人のため墓石を建てることは許されず、四十三回忌にあたる1675年（延宝3年）にようやく墓石が建てられた。それでも玉垣で隔離され、鎖が巻かれるなど、完全に名誉回復されたわけでは無かった。
当寺には、忠長ゆかりの品々が残されている。これらの品々と墓は高崎市の史跡に指定されている。

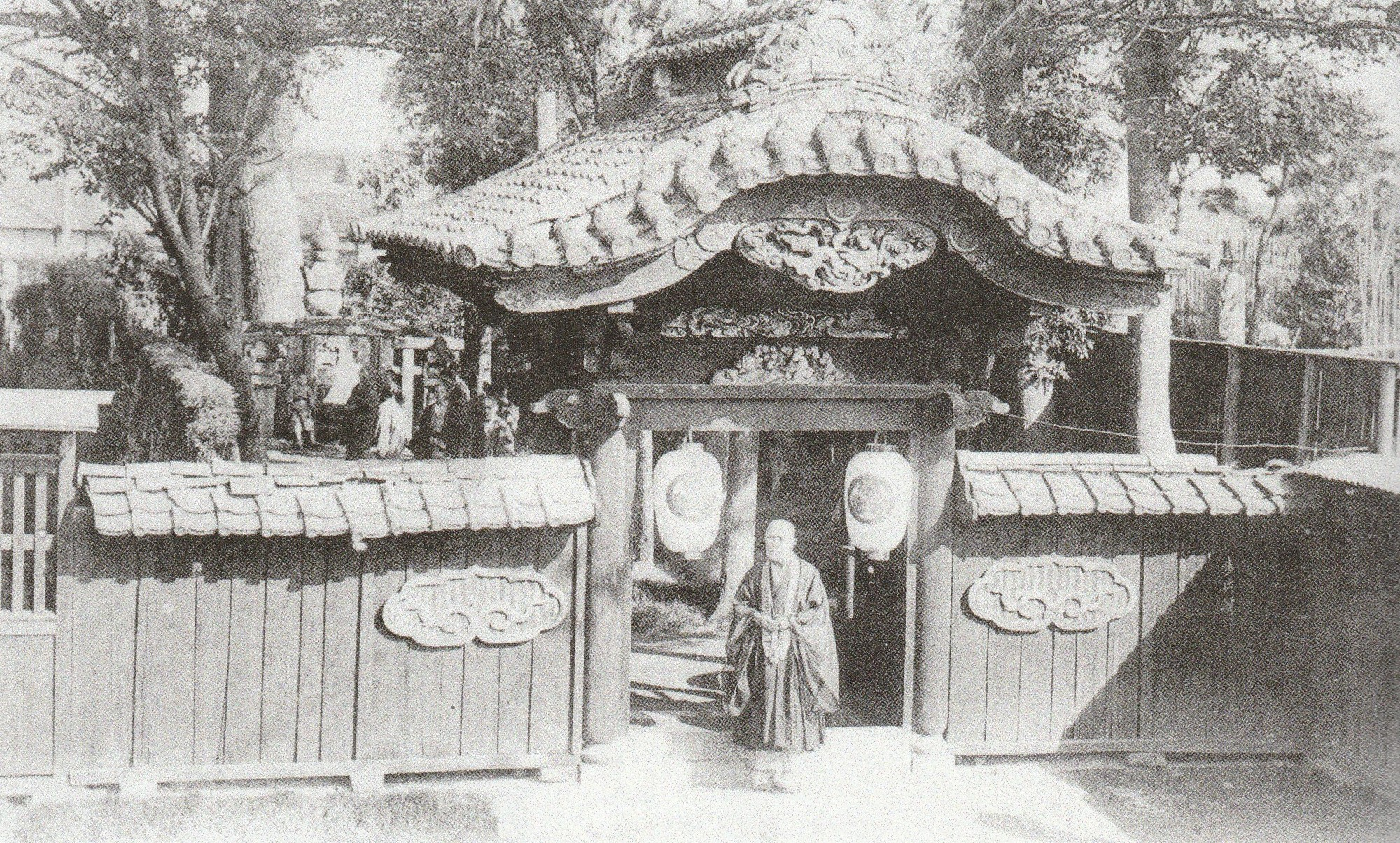
戦前まで存在していたが戦災で焼失した忠長の廟堂

## 文化財
- 守随彦三郎の墓（高崎市指定重要文化財 昭和51年1月14日指定）[4]
- 徳川忠長の墓 附 忠長の霊牌その他（高崎市指定史跡 昭和41年4月20日指定）[3]

## 交通アクセス
- 高崎駅より徒歩8分。